# Momojirō Nakamura
Momojirō Nakamura (jap. 中村百次郎 Nakamura Momojirō; ur. 2 sierpnia 1993) – japoński zapaśnik walczący w stylu wolnym. Brązowy medalista mistrzostw Azji w 2017 roku.